# Nedeljko Vukasović
Nedeljko Vukasović (* 19. September 1966 in Senj) ist ein ehemaliger jugoslawischer Schauspieler.
Er besuchte eine Volks- und Realschule in Belgrad und wurde 1978 für die Rolle des Branko in der Fernsehserie Die Rote Zora und ihre Bande engagiert. Später begann er als Polizist einer Sondereinheit der Zagreber Polizei zu arbeiten. Er heiratete und bekam einen Sohn.